# Burke River (vattendrag i Australien, Queensland)
Burke River är ett vattendrag i Australien. Det ligger i delstaten Queensland, omkring 1 400 kilometer väster om delstatshuvudstaden Brisbane.
Omgivningarna runt Burke River är i huvudsak ett öppet busklandskap. Trakten runt Burke River är nära nog obefolkad, med mindre än två invånare per kvadratkilometer. Genomsnittlig årsnederbörd är 236 millimeter. Den regnigaste månaden är februari, med i genomsnitt 67 mm nederbörd, och den torraste är augusti, med 1 mm nederbörd.